# Traian Dobre
Traian Dobre (n. 30 martie 1947, comuna Mărăcineni, județul Buzău) este un politician român, membru al Partidul Național Liberal. Traian Dobre a fost ales deputat pe listele PDSR în legislatura 1996-2000 și a fost membru în grupul parlamentar de prietenie cu Republica Federativă Brazilia. În legislatura 2000-2004, Traian Dobre a fost ales pe listele PDSR, în iunie 2001 a trecut la PSD și a fost membru în grupurile parlamentare de prietenie cu Georgia, Republica Kazahstan și Statele Unite Mexicane. În legislatura 2000-2004, Traian Dobre a fost ales pe listele PSD, a trecut la PNL în mai 2005 și a fost membru în grupurile parlamentare de prietenie cu Canada, Republica Arabă Siriană, Regatul Thailanda și Republica Letonia.
Traian Dobre este inginer electromagnetic, economist și doctor în management.  
Deputatul Traian Dobre a candidat pentru funcția de președinte al Consiliului Județean Iași la alegerile locale din 1 iunie 2008, obținând 19,33% din totalul voturilor valid exprimate și plasându-se pe locul III după fostul primar de Iași, Constantin Simirad și senatorul Dan Cârlan .
În 2015, partidul lui Mircea Geoană și-a lansat organizația locală de la Iași. Filiala ieșeană a Partidului Social Românesc (PSRO) a fost condusă de fostul liberal Traian Dobre, care a format organizația județeană în doar câteva săptămâni, la puțin timp după ce a părăsit PNL.
În 2021 a fost ales vicepreședintele filialei ieșene a Alianței pentru Patrie, partidul condus de Codrin Ștefănescu și Liviu Dragnea.